# Alte Schule (Treisberg)

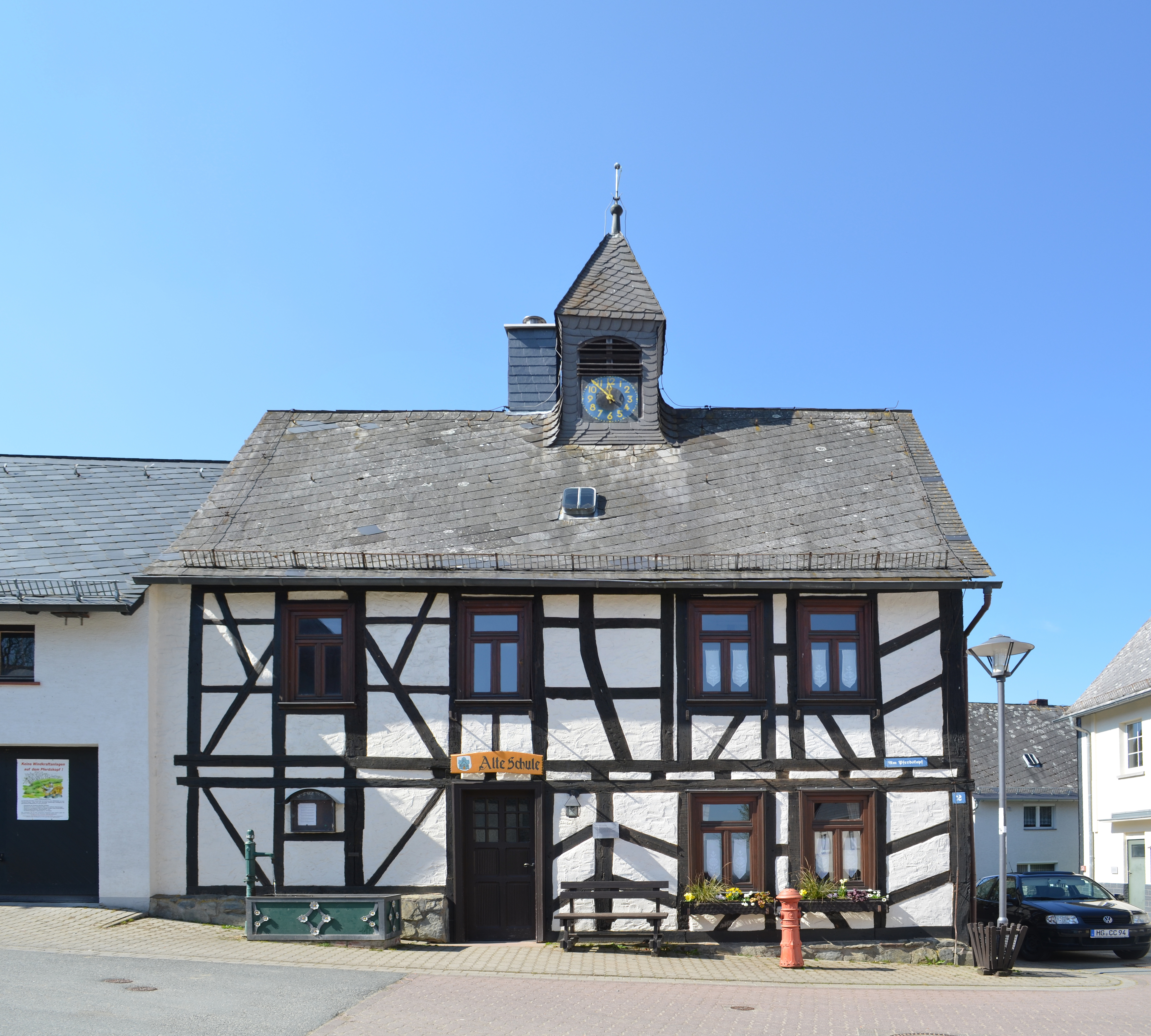
Alte Schule

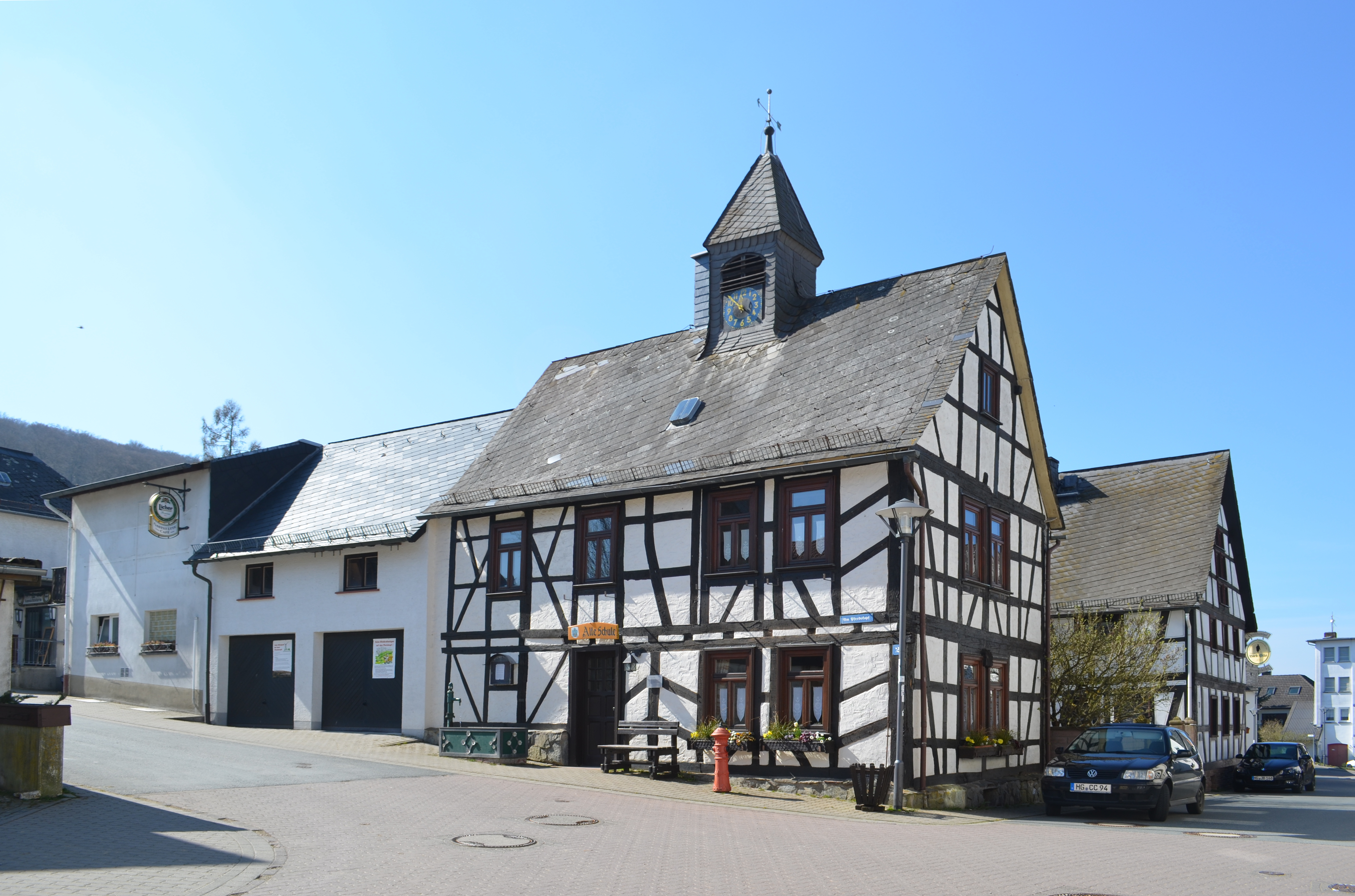
Alte Schule

Die Alte Schule in Treisberg steht unter Denkmalschutz.

## Alte Schule
Die Alte Schule mit der Adresse Am Pferdskopf 2 wurde 1846 als Rathaus erbaut, aber nie als solches genutzt, sondern ab dem 11. Dezember 1860 als Zwergschule betrieben. Bevor die Schule bestand, besuchten die Kinder des Dorfes die Schule in Finsternthal. 1965 wurde die Schule geschlossen. Heute besuchen die Kinder die Grundschule in Riedelbach oder Arnoldshain. Die Schule bestand aus der Lehrerwohnung im Erdgeschoss und dem Klassenzimmer im ersten Stock. 1860 wurden 15 Kinder unterrichtet. Die höchste Schülerzahl wurde 1904/04 mit 25 Kindern, die niedrigste 1885/86 mit drei Kindern erreicht. Das Fachwerkhaus ist das einzige Gebäude in Treisberg, das unter Denkmalschutz steht (siehe hierzu die Liste der Kulturdenkmäler in Treisberg). Vor der alten Schule steht ein taunustypischer gusseiserner Brunnen.
Die Alte Schule in Treisberg wird heute vom Heimatverein genutzt.

## Baujahr
Das Baujahr ist umstritten. Der Heimatverein finanzierte eine dendrochronologische Untersuchung eines der ältesten Balken des Hauses. Diese ergab eine Nutzung als Bauholz ab den Jahren 1737 oder 1738. Dies spricht für ein älteres Alter des Gebäudes, die Balken können jedoch auch ursprünglich in einem anderen Gebäude genutzt worden sein. Im Treisberger Landbuch von 1774 ist ein Rathaus erwähnt, dessen Grundriss sich mit dem des heutigen Gebäudes deckt.